# Ida Dehmel

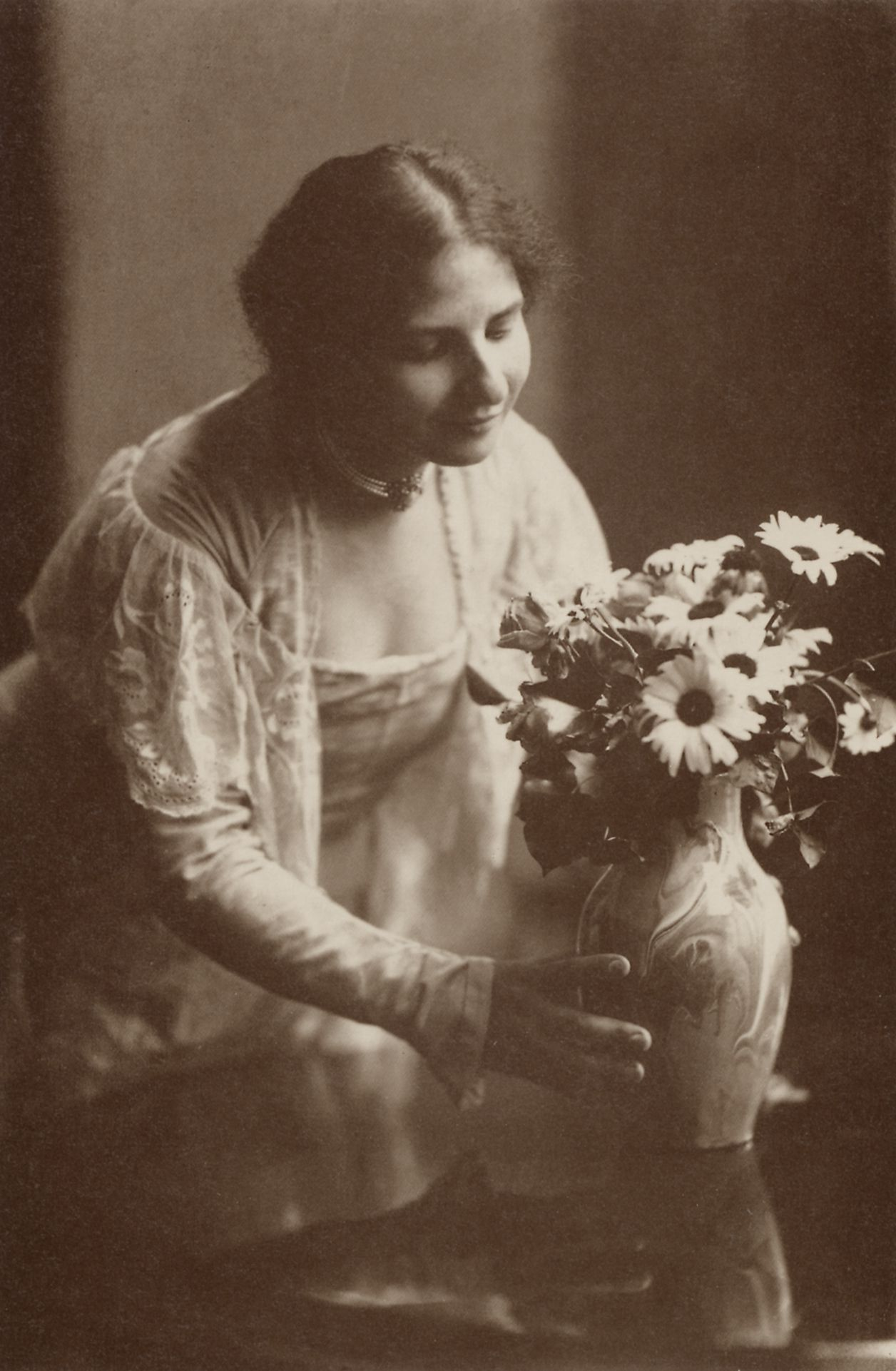
Ida Dehmel (vor 1916), Fotografie von Jacob Hilsdorf

Ida Dehmel (* 14. Januar 1870 in Bingen am Rhein als Ida Coblenz; † 29. September 1942 in Hamburg) war eine deutsche Kunstförderin, Gründerin künstlerischer Vereinigungen und Frauenrechtlerin.
In der Zeit des Nationalsozialismus wurde sie als Jüdin ausgegrenzt und entrechtet. Der unmittelbar bevorstehenden Deportation und Ermordung entzog sie sich durch Suizid.

## Leben und Werk
Ida Dehmel kam 1870 als Tochter des jüdisch-deutschen Weinhändlers Simon Zacharias Coblenz in Bingen zur Welt. Bereits in der Jugend zeigte sie großes Interesse an Literatur, Musik und Malerei. 1892 schloss sie Freundschaft mit dem Dichter Stefan George und entwickelte ein lebhaftes Interesse für Dichtung und Literatur. Zu einem Liebesverhältnis mit George kam es trotz des vertrauten Umgangs nicht.
Auf Wunsch des Vaters heiratete sie 1895 den Berliner Kaufmann und Konsul Leopold Auerbach. Noch im selben Jahr wurde das einzige Kind, Heinz Lux Auerbach-Dehmel (* 26. Dezember 1895; † 6. Januar 1917) geboren. Die Ehe verlief unglücklich, verschaffte Ida aber die materiellen Voraussetzungen zur Führung  eines fortschrittlichen Salons in ihrer Wohnung in der Lennéstraße am Berliner Tiergarten. So war sie in der Lage, aufgrund ihrer gesellschaftlichen Beziehungen modernen Künstlern ein Publikum zu verschaffen. Unter ihnen waren etwa Edvard Munch, Conrad Ansorge und Stanisław Przybyszewski. Sie begegnete dem Lyriker Richard Dehmel und inspirierte ihn zu aufsehenerregenden Gedichten, so z. B. zu Verklärte Nacht, das Arnold Schönberg vertonte.

Richard Dehmel und seine Frau Ida im Nietzsche-Archiv, 1905

1901 heirateten Ida und Richard Dehmel, die sich beide von ihren Ehegatten hatten scheiden lassen, und bezogen eine kunstvoll eingerichtete Wohnung in Blankenese bei Hamburg. Das Paar bewegte sich in Künstlerkreisen in Darmstadt, Weimar und Wien, zahlreiche Künstler kamen auf diese Weise auch nach Blankenese. Ida Dehmel besuchte überregionale Kunstereignisse und unterstützte, ermutigte und inspirierte Schriftsteller sowie bildende Künstler. Enge Verbindungen entstanden zum Dichter Alfred Mombert und zur Malerin Julie Wolfthorn, die sie mehrfach porträtierte. 1903 erschien Richard Dehmels erfolgreiches Buch Zwei Menschen, als dessen Vorbilder die Leser den Dichter und seine Frau sahen. Zwei Menschen regte mehrere Maler zu neuen Bildern an, darunter Karl Schmidt-Rottluff und Ernst Ludwig Kirchner. Ab 1906 engagierte sich Dehmel im neu gegründeten Hamburger Frauenclub. Wie ihre Schwester Alice Bensheimer kämpfte sie für das Frauenwahlrecht.

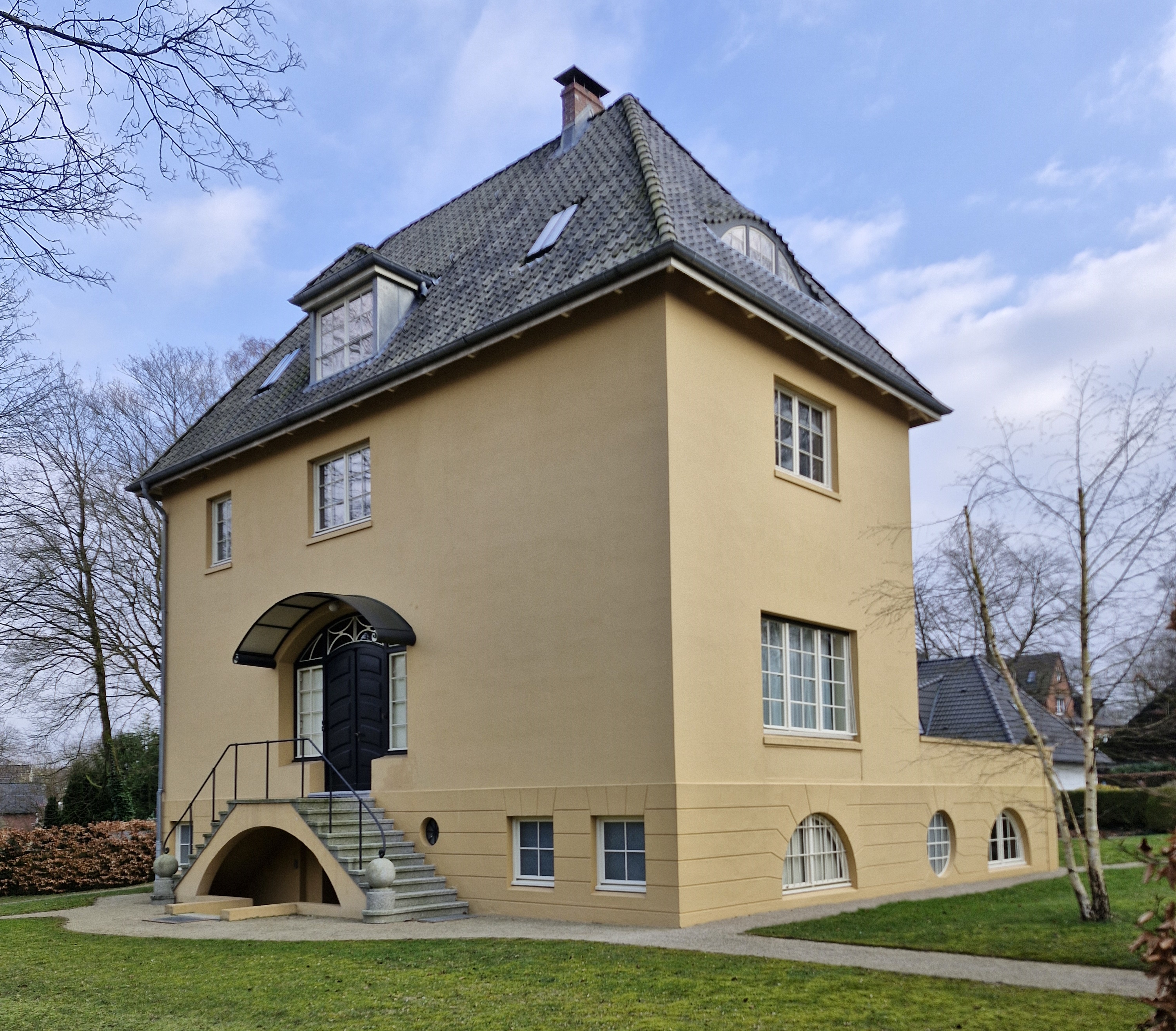
Das Dehmelhaus in Hamburg

1912 bezogen die Dehmels ein vom Architekten Walther Baedeker neu errichtetes Haus in Blankenese (heute Dehmelhaus), das sie zum Gesamtkunstwerk ausgestalteten. Ida Dehmel führte eine Werkstatt für künstlerische Perlarbeiten, beteiligte sich an Ausstellungen und wurde Mitglied im Deutschen Werkbund. 1916 gründete sie zusammen mit Rosa Schapire den „Frauenbund zur Förderung Deutscher Bildender Kunst“, der Werke noch nicht anerkannter Künstler wie Franz Marc oder Oskar Kokoschka in Museen platzierte. Als Redakteurin des Organs Frau und Staat engagierte sich Dehmel weiterhin für Frauenrechte. Sie schrieb Zeitungsartikel und Rezensionen. Der Erste Weltkrieg hatte einschneidende Veränderungen mit sich gebracht, da sowohl der Ehemann Richard als auch der Sohn Heinz Lux als Soldaten im Feld standen, ersterer hatte sich trotz seines fortgeschrittenen Alters freiwillig gemeldet. Über den Verlust des einzigen Sohnes, der am 6. Januar 1917 gefallen war, war sie untröstlich und fand durch den seelischen Beistand ihres Mannes und ihre Arbeit nur mühsam ins Leben zurück.

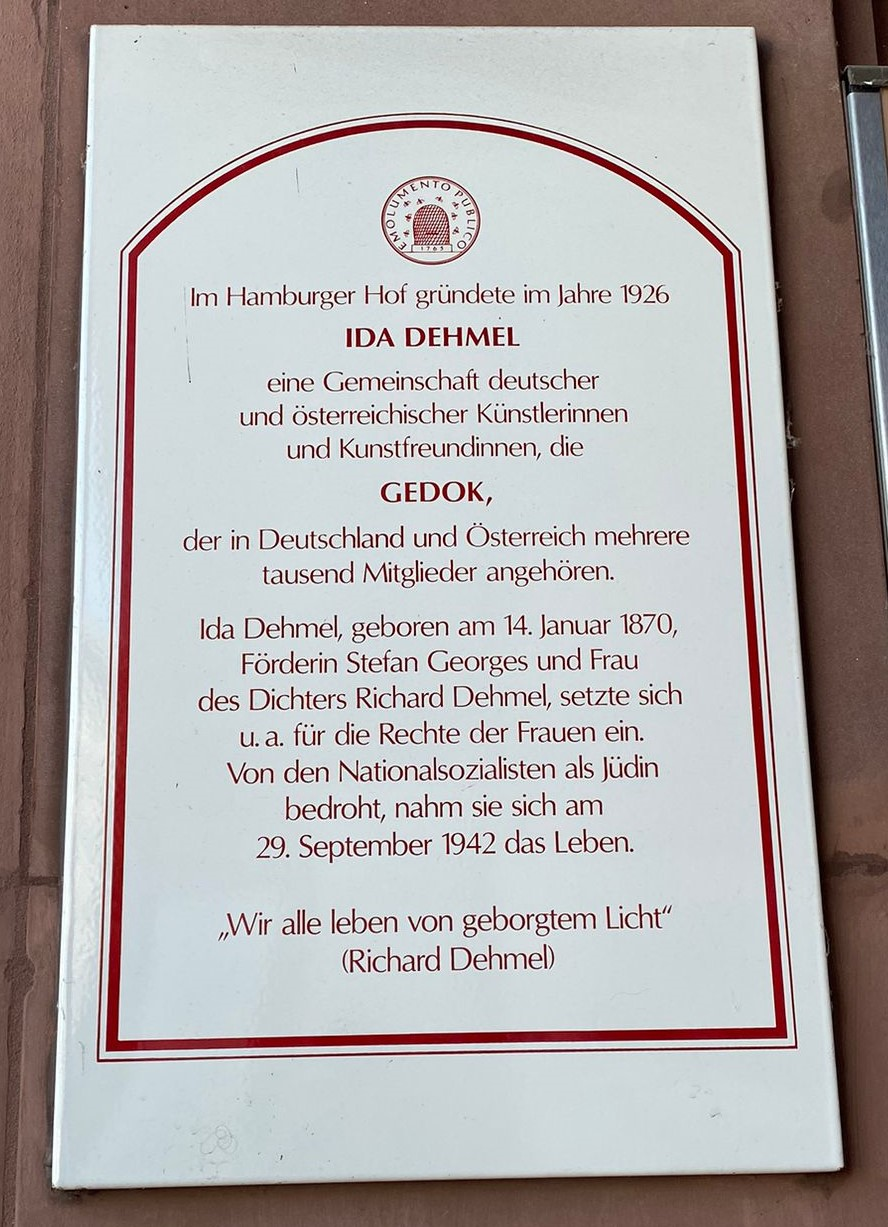
Gedenktafel am Jungfernstieg

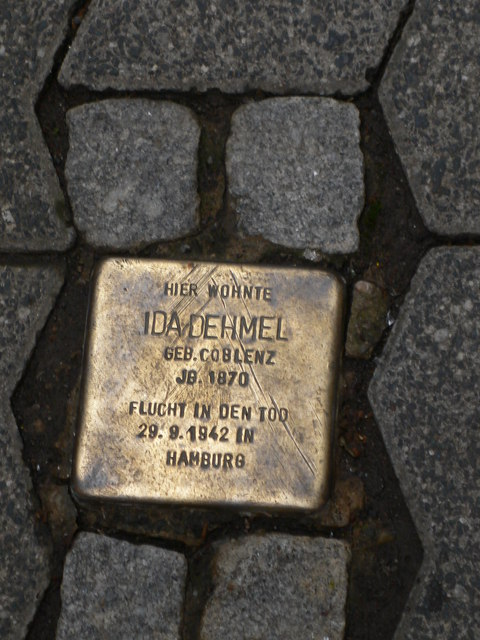
Stolperstein in Bingen vor dem ehemaligen Wohnhaus von Ida Dehmel

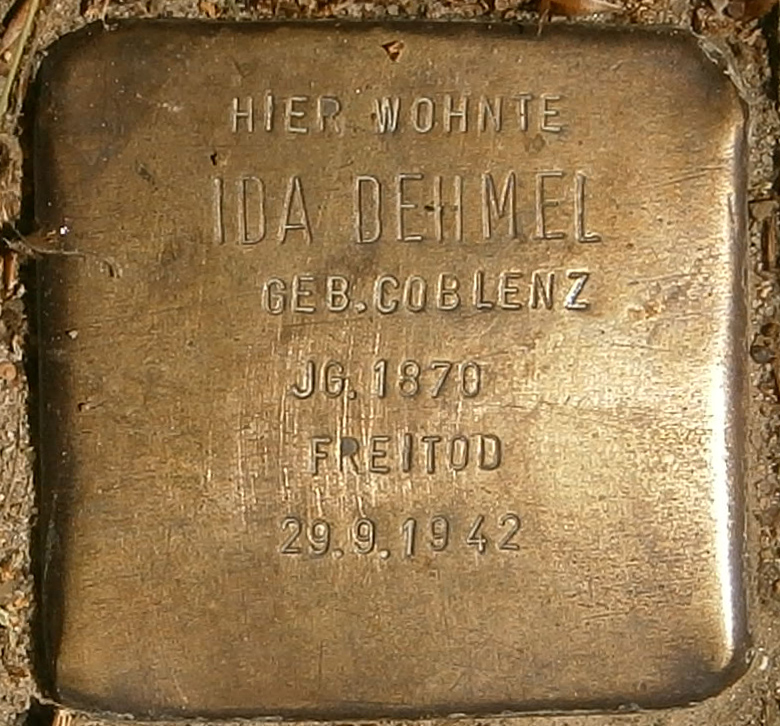
Stolperstein in Blankenese in der Richard-Dehmel-Straße

Am 8. Februar 1920 erlag Richard Dehmel den Folgen einer Venenentzündung, die erstmals im Herbst 1915 aufgetreten war und einen mehrwöchigen Lazarettaufenthalt und anschließenden zweimonatigen Genesungsurlaub erforderlich gemacht hatte. Nach dem Tod ihres Mannes widmete Ida Dehmel sich der Pflege seines literarischen Nachlasses. Der Verkauf des von ihr angelegten Dehmel-Archivs an die Stadt Hamburg ermöglichte es, das Dehmelhaus als Erinnerungsort zu erhalten. Die ca. 40.000 Archivalien blieben unter ihrer Verwaltung im Haus. Ida Dehmel veranstaltete Führungen, Vorträge und Empfänge. 1926 gründete sie den Künstlerinnenverband GEDOK, der Künstlerinnen aller Sparten und Kunstförderer vereinigte, und übernahm den Vorsitz im Dachverband. Sie gehörte außerdem dem Vorstand des ersten deutschen Zonta-Clubs an.
Ab 1933 wurde Ida Dehmel als Jüdin ausgegrenzt. Sie musste ihre Ämter niederlegen und durfte nicht mehr publizieren. Viele Künstlerfreunde verließen das Land. Obwohl sie noch mehrere Seereisen unternahm, kam Emigration für Ida Dehmel nicht in Betracht. Stattdessen harrte sie im Dehmelhaus aus, um den Nachlass ihres Mannes zu bewahren. Eingaben verschiedener Personen, darunter Peter Suhrkamp, und vor allem der Einsatz des Juristen Robert Gärtner, des Ehemannes ihrer Nichte Marianne Gärtner geb. Neumeier, verhinderten zwar zunächst ihre Enteignung und auch die Deportation, als diese mit dem Evakuierungsbefehl vom Mittwoch, dem 22. Oktober 1941, in Hamburg in die Wege geleitet wurde. Angesichts des Schicksals ihrer jüdisch-deutschen Mitbürger und der zunehmend von Angst, Einsamkeit und gesundheitlicher Beeinträchtigung bestimmten Lebenssituation nahm sich Ida Dehmel am 29. September 1942 das Leben.

## Ehrungen
Die GEDOK, Bundesverband der Künstlerinnen und Kunstfördernden e. V., verleiht u. a. folgende Preise: Ida Dehmel-Literaturpreis und Ida Dehmel-Kunstpreis, der mit einer Ausstellung verbunden ist. Sowohl in Bingen am Rhein als auch in Hamburg-Blankenese sind vor ihren Wohnsitzen Stolpersteine verlegt. In Mannheim ist eine Ringstraße nach ihr benannt.